# Olga Aleksandrovna Sadovskaja
Olga Aleksandrovna Sadovskaja (in russo Ольга Александровна Садовская?; Gor'kij, 25 ottobre 1980) è un'avvocata russa, attivista per i diritti umani, vice-direttore e responsabile del Dipartimento Internazionale di difesa dei diritti umani dell’Organizzazione mondiale contro la tortura, un'organizzazione russa impegnata nell’inchiesta pubblica sui casi di tortura.
Dal 2004 è coautrice di contro-rapporti sulla tortura al Comitato delle Nazioni Unite. Dal 2018 è membro del Consiglio dell'Organizzazione Mondiale contro la tortura. Dal 2021 è membro del Consiglio della Conferenza delle ONG internazionali del Consiglio d'Europa. Dal 2022 è membro del Consiglio dei Difensori Russi dei Diritti Umani.

## Biografia
Nel 2003 si laurea all’Università statale di Nižnij Novgorod “Lobačevskij" con una specializzazione in Diritto pubblico internazionale, discutendo per prima in Russia una tesi sul divieto di tortura e sulla prassi in materia da parte della Corte europea dei diritti dell'uomo (CEDU).

## Attività per i diritti umani
Nel 2002 Olga Sadovskaja diventa volontaria del Comitato contro la tortura (ora Organizzazione mondiale contro la tortura). Dal 2003 inizia a lavorare come avvocato all’interno dell’Organizzazione, conduce ricerche analitiche sulle torture in Russia, si occupa di alcuni casi alla Corte europea dei diritti dell'uomo (CEDU) e della formazione per la gestione dei casi negli organismi internazionali.
Dal 2004 Olga Sadovskaja è coautrice di contro-rapporti al Comitato delle Nazioni Unite contro la tortura in accordo alla Convenzione contro la tortura e gli altri trattamenti e punizioni crudeli, inumani o umilianti.
Nel 2009 ha tenuto una conferenza sulla tutela dei diritti umani presso l’Università statale di Nižnij Novgorod “Lobačevskij”.
Nel 2009 Olga Sadovskaja ha partecipato alla conferenza internazionale per la documentazione delle violazioni dei diritti umani del Centro HURIDOCS di Ginevra dove ha presentato dati sulla situazione della prevenzione della tortura in Russia.
Negli anni 2016-2019 è stata membro della Commissione di pubblico monitoraggio della regione di Nižnij Novgorod.
Nel 2017 ha partecipato alla Conferenza Internazionale " Defending Dissent. Civil Society and Human Rights in the Global Crackdown", organizzatoa dall’Istituto per i diritti umani “Robert L. Bernstein” della New York University School of Law (NYU Law).
Il 28 marzo 2019 ha partecipato alla conferenza internazionale «Crimini contro la dignità umana: sinergia tra protezione nazionale e internazionale» organizzata a Mosca dal Consiglio D'Europa, dalla Camera federale degli avvocati della Federazione Russa e dalla Commissione Internazionale degli avvocati. In questa conferenza Olga Sadovskaja ha esposto la necessità di vietare la tortura nella legislazione nazionale.
Dal 2021 al 2022, all’interno del programma di borsa di studio “OAK per i diritti Umani” ha tenuto due corsi al Colby College (Waterville, USA): “Carcere e diritti umani” e “La Corte Europea come legislatore degli standard mondiali per i diritti umani”.
Nel 2023 Olga Sadovskaja è diventata l'unica coautrice della Seconda edizione della Convenzione di Istanbul proveniente dalla Federazione Russa.
A ottobre 2023 Olga Sadovskaja è stata formatrice del sistema di informazione e documentazione sui diritti umani HURIDOCS, ha tenuto seminari di formazione secondo gli standard della Corte europea sui diritti dell'uomo per avvocati, forze dell'ordine e pubblici ministeri.

### Casi studio nella Corte Europea dei Diritti Umani
Dal 2002 al 2015 Olga e i suoi colleghi del Consiglio dell'Organizzazione Mondiale contro la tortura hanno presentato 84 denunce alla Corte europea dei diritti dell'uomo, sono riusciti a ottenere condanne per tortura per un centinaio di agenti di polizia e un risarcimento per le vittime del valore di quasi 46 milioni di rubli (700.000 dollari USA). Inoltre, l'organizzazione è stata impegnata nell'evacuazione dalla Cecenia delle vittime di tortura.
Nel 2018 due casi condotti dagli avvocati del Consiglio dell'Organizzazione Mondiale contro la tortura sono stati inclusi nel fascicolo "Precedenti della Corte europea dei diritti dell'Uomo: 20 casi cruciali che hanno cambiato il sistema legale Russo". Sono i casi Micheev e Ljapin.
Olga Sadovskaja ha rappresentato personalmente gli interessi di oltre 300 vittime di torture presso la Corte di Giustizia Europea.

#### Lapunov vs Russia
ll 15 marzo 2017 Maksim Lapunov è stato arrestato dalla polizia a Groznij e portato in commissariato, dove è stato sottoposto a torture. A maggio 2019 Lapunov ha presentato un reclamo alla Corte europea dei diritti dell'uomo (CEDU), sostenendo che il suo caso fosse stato indagato in modo non corretto dalle autorità russe. Alla CEDU è stato rappresentato da Olga Sadovskaya. Il 12 settembre 2023 la CEDU ha riconosciuto che il richiedente era stato "sottoposto a detenzione e maltrattamenti da parte di agenti statali in modo illegale", "raggiungendo il livello di torture" commesse "esclusivamente a motivo del suo orientamento sessuale", e ha assegnato un risarcimento per danni morali di 52000 euro.

#### Tepsurkaev vs Russia
Il 6 settembre 2020, a Gelendžik, Salman Tepsurkaev è stato rapito e torturato. I testimoni oculari hanno riferito che i rapitori mostravano tesserini della polizia. A ottobre 2021 la Corte europea dei diritti dell'uomo, esaminando il caso, ha concluso che le autorità russe erano responsabili della violazione degli articoli 3 e 5 della Convenzione europea dei diritti dell'uomo, "divieto di tortura" e "diritto alla libertà e alla sicurezza personale", riconoscendo Tepsurkaev vittima di rapimento e torture e hanno assegnato un risarcimento alla moglie di Tepsurkaev, riconosciuta come vittima.
"La CEDU ha riconosciuto che Salman Tepsurkaev è stato vittima di rapimento e tortura da parte di agenti statali, ovvero le forze di sicurezza cecene. È stato illegalmente privato della libertà e sottoposto a trattamenti crudeli e umilianti, come documentato dai video. Il tribunale ha riconosciuto che lo Stato non lo ha protetto " ha dichiarato Olga Sadovskaja.

#### Novoselov vs Russia
Il 27 aprile 2004, un abitante di Nižnij Novgorod, Aleksander Novoselov, è stato catturato da agenti di polizia e sottoposto a torture al fine di ottenere testimonianze sul tentato omicidio di Oleg Sorokin, all'epoca direttore generale della società "Stolica Nižnij". Novoselov ha presentato una denuncia alla procura per l'avvio di un procedimento penale, ma l'organo investigativo ha respinto la richiesta di procedimento contro i poliziotti. La procura ha concluso che l'incidente nel bosco era un esperimento operativo condotto dai dipendenti del Dipartimento di Polizia della regione di Nižnij Novgorod. Nel maggio 2005 Novoselov si è rivolto al Comitato contro la tortura. Il 24 dicembre 2005 gli avvocati del Comitato contro la tortura hanno presentato un reclamo a nome di Aleksander Novoselov alla CEDU, accettato per l'esame nel 2008. Il 28 novembre 2013 la CEDU ha riconosciuto che Novoselov era stato torturato da rappresentanti dello Stato e che l'indagine da parte della procura era stata "superficiale" e "formale". La Corte europea ha ordinato alla Russia di pagare a Novoselov 27.500 euro.

#### Anošin vs Russia
Nel luglio 2002 Aleksander Anošin fu portato al centro di disintossicazione medica del distretto sovietico di Nižnij Novgorod, dove morì il giorno stesso a causa di soffocamento. È stato avviato un procedimento penale, poiché si è scoperto che l'uomo non si era potuto procurare lesioni da solo. Nel febbraio 2004 Elena Anošina, sorella del defunto, si è rivolta al Comitato contro la tortura. E così la procura ha avviato un'indagine in base all'articolo 111, parte 4 del Codice Penale (causare lesioni gravi che portano per negligenza alla morte della vittima). Il caso è stato sospeso 13 volte. Nel 2005 i difensori dei diritti umani hanno presentato un reclamo alla CEDU, e sono risultati sospettati i poliziotti Aleksej Maslov, Evgenij Ageev e Andrej Antonov. Nel 2008 il tribunale russo ha condannato Maslov a 14 anni di reclusione in regime severo per omicidio ai sensi dell'articolo 105 del Codice Penale della Federazione Russa e parte 3 dell'articolo 286 del Codice Penale della Federazione Russa (abuso di potere con uso della violenza). Il caso contro Ageev e Antonov, accusati ai sensi della parte 2 dell'articolo 293 del Codice penale della Federazione Russa (negligenza che ha causato la morte della vittima per sconsideratezza), è stato archiviato a causa della scadenza dei termini di prescrizione. Il 26 marzo 2019 la CEDU ha assegnato a Elena Anošina un risarcimento di 36.600 euro, stabilendo che la Federazione Russa aveva violato il diritto di Alexander Anošin alla vita e che l'indagine sulla sua uccisione non era stata condotta in modo efficace.

#### Dmitrievskij vs Russia
A metà degli anni 2000, Dmitrievskij ha guidato l'organizzazione "Società per l'amicizia russo-cecena", che monitorava le violazioni dei diritti umani nel Caucaso settentrionale. Era anche il redattore capo del giornale "Diritti umani", distribuito con una tiratura di 5.000 copie principalmente a Nižnij Novgorod, sua città natale. Nel 2004 il giornale ha pubblicato gli appelli dei leader separatisti ceceni Ahmed Zakayev e Aslan Maskhadov. In questi testi si accusava la leadership russa di scatenare guerra e terrore in Cecenia. Nel gennaio 2005 la procura di Nižnij Novgorod ha aperto un caso penale contro Dmitrievskij per istigazione ad azioni estremiste (articolo 280 del Codice Penale della Federazione Russa), trovando in questi materiali appelli al rovesciamento violento dell'ordine costituito. In seguito l'accusa è stata riclassificata come incitamento all'odio o alla rivalità (articolo 282 del Codice Penale della Federazione Russa). Nel febbraio 2006 il tribunale del distretto sovietico di Nižnij Novgorod ha condannato Dmitrievskij a due anni con sospensione condizionale della pena per quattro anni. Nello stesso anno Dmitrievskij si è rivolto alla CEDU. Il caso è stato avviato dopo la presentazione di un reclamo per violazione dell'articolo 10 della  Convenzione europea sui diritti dell'uomo, nonché per violazioni degli articoli 6 e 13, che riguardano un processo equo e mezzi efficaci di protezione legale. Il 3 ottobre 2017 la CEDU ha stabilito che nelle pubblicazioni di Dmitrievskij non c'erano istigazioni al rovesciamento dell'ordine costituito o all'incitamento all'odio interetnico e gli ha assegnato un risarcimento di 13.600 euro. È stata la prima volta che la CEDU ha preso una decisione in un procedimento penale sull’estremismo in Russia.

#### А. vs Russia
Il caso è stato avviato con un reclamo presentato alla Corte europea dei diritti dell'uomo contro la Federazione Russa ai sensi dell'articolo 34 della Convenzione europea per la salvaguardia dei diritti dell'uomo e delle libertà fondamentali da parte della cittadina russa A. il 14 aprile 2009. Il presidente della sezione ha accettato la domanda della richiedente di mantenere l'anonimato. Inizialmente la madre della richiedente rappresentava la richiedente, poi è subentrata Olga Sadovskaja. La richiedente sosteneva che le autorità russe avevano violato i suoi diritti garantiti dalla Convenzione, arrestando violentemente suo padre sotto i suoi occhi nel 2008 (all'epoca aveva 9 anni). Nel 2019 la CEDU ha riconosciuto il reclamo ammissibile, stabilendo che in questo caso vi è stata una violazione dell'articolo 3 della Convenzione nei suoi aspetti materiali e procedurali, e ha assegnato 25.000 euro come compensazione per il danno morale.

#### S.К. vs Russia
Il caso è stato avviato con un reclamo presentato nel 2012 alla Corte europea dei diritti dell'uomo contro la Federazione Russa. La richiedente, all'epoca dei fatti una giovane madre di 20 anni, è stata costretta dai suoi genitori ad interrompere la gravidanza dopo che il suo compagno e futuro padre del bambino era stato arrestato con l'accusa di aver commesso un grave crimine. L'intervento medico è stato eseguito da un medico di turno di un ospedale statale. Nel 2022 il tribunale ha stabilito che lo Stato non ha adempiuto correttamente al suo obbligo di indagare adeguatamente sui fatti e ha una responsabilità diretta per quanto accaduto, e ha assegnato alla richiedente un risarcimento di 19.500 euro.

#### В.К. vs Russia
Il richiedente ha sostenuto di essere stato sottoposto a un trattamento crudele da parte degli educatori di un asilo nido statale all'età di 4 anni. Gli esperti medici hanno stabilito un legame causale tra il trattamento crudele dell'asilo nido e il disturbo neurologico attuale del richiedente. Nel 2017 la Corte europea dei diritti dell'uomo ha stabilito che vi era stata una violazione dell'articolo 3 della Convenzione europea per i diritti dell'uomo nella sua parte materiale in relazione al trattamento crudele inflitto al richiedente dagli educatori dell'asilo nido statale, nonché ha stabilito che vi era stata una violazione dell'articolo 3 della Convenzione nella sua parte procedurale in relazione al fatto che le autorità non avevano condotto un'indagine efficace sulle denunce del richiedente. La Corte europea ha ordinato alla Russia di versare 3.000 euro per danni materiali e 25.000 euro per danni non materiali.

#### Al-Tbahi vs Russia
Visam Al-Tbahi è stato arrestato il 26 ottobre 2018 a Nižnij Novgorod ed è stato poi isolato in previsione di una futura deportazione dalla Russia. Il palestinese Visam Al-Tbahi è diventato cittadino russo nel 2001 e ha sempre regolarizzato i suoi documenti. Nel 2017, a causa di irregolarità nel rinnovo del passaporto russo, il Servizio Federale di Migrazione ha dichiarato il documento non valido e lo ha confiscato insieme al passaporto internazionale. Il tribunale ha annullato la cittadinanza russa di Al-Tbahi. Quando ha cercato di ottenere nuovamente la cittadinanza, gli è stata negata ed è stato deportato per "garantire la sicurezza dello Stato" per 30 anni. Al-Tbahi non è riuscito a contestare queste decisioni delle corti russe. Nel 2019 Al-Tbahi è stato deportato dalla Russia. Gli avvocati del Comitato per la Protezione dei Diritti Umani hanno identificato diverse violazioni delle norme della Convenzione Europea e hanno presentato un reclamo alla Corte Europea dei Diritti dell'Uomo. Nel 2022 la Corte Europea ha stabilito che vi era stata una violazione dell'articolo 8 della Convenzione e ha ordinato alla Russia di versare ad Al-Tbahi 7.500 euro per danni non materiali.

#### Adžigitova e altri vs Russia
Il 4 giugno 2005 un centinaio di militari non identificati del Ministero della Difesa della Federazione Russa dislocati in Cecenia hanno compiuto un attacco contro i residenti del villaggio di Borozdinovskaja, nel distretto di Šelkovskij della Repubblica Cecena. Le autorità della Repubblica Cecena hanno in seguito ufficialmente riconosciuto che nell'operazione hanno partecipato i militari del Battaglione "Vostok" del Ministero della Difesa russa. Il battaglione era all'epoca comandato dall'Eroe russo Sulim Jamadaev. Nel 2007, presso la Corte europea dei diritti dell'uomo, sono state presentate denunce da parte di 96 abitanti di Borozdinovskaja, unite ad un'altra denuncia di altri cittadini. Sono state dunque presentate 126 denunce da parte di cittadini russi nati tra il 1930 e il 2014. Nelle denunce si dichiarava che i militari avevano illegalmente "perquisito le loro case, arrestato, sottoposto a trattamenti crudeli e ucciso i residenti". Inoltre, secondo quanto sostenuto dai querelanti, sono state bruciate quattro case e 11 uomini sono stati rapiti. Infine, si è parlato di discriminazione legata alla loro appartenenza nazionale (avàri). Hanno affermato che le autorità russe non hanno condotto un'indagine efficace sugli eventi. 97 dei querelanti sono stati rappresentati dagli avvocati del Comitato per la Protezione dei Diritti Umani Olga Sadovskaja e R. Radzhabov. La Corte europea dei diritti dell'uomo ha stabilito che sono state violate le seguenti disposizioni della Convenzione europea per i diritti dell'uomo: l'articolo 2 (diritto alla vita), l'articolo 3 (divieto di tortura, trattamento inumano o degradante), l'articolo 8 (diritto al rispetto della vita privata e familiare), l'articolo 13 (diritto a un ricorso effettivo), l'articolo 14 (divieto di discriminazione), nonché l'articolo 1 del Protocollo aggiuntivo alla Convenzione (protezione della proprietà). Inoltre, la Corte ha dichiarato che le autorità russe hanno violato l'articolo 38 (regolamento del caso). Il risarcimento complessivo per le vittime è stato di 1 milione e 842 mila euro.

## Premi e riconoscimenti

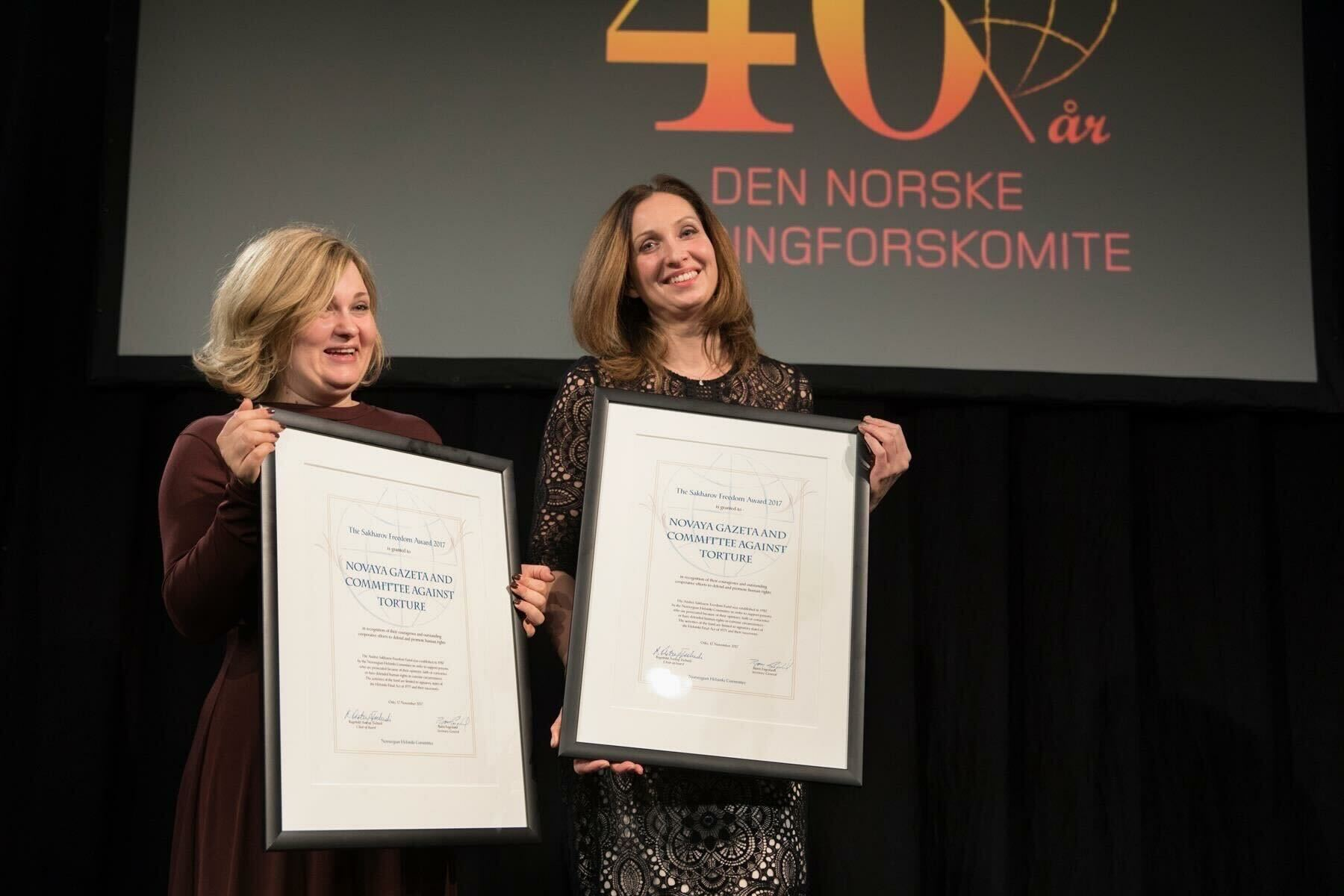
Nel 2018 Olga Sadovskaja, la giornalista della "Novaja Gazeta" Elena Milašina e la fondatrice del centro per i diritti umani "Memorial" Svetlana Gannuškina sono state nominate per il Premio Nobel per la pace dal rappresentante parlamentare del Partito Socialista norvegese Petter Eide.

Nel 2017 Olga Sadovskaja, a nome del Comitato contro la tortura, ha ricevuto il Premio Libertà Andrej Sacharov dal Comitato Helsinki Norvegese per i suoi eccezionali sforzi nel combattere la tortura in Russia.
Nel 2018 Olga Sadovskaja, la giornalista della "Novaja Gazeta" Elena Milašina e la fondatrice del centro per i diritti umani "Memorial" Svetlana Gannuškina sono state nominate per il Premio Nobel per la pace dal rappresentante parlamentare del Partito Socialista norvegese Petter Eide. Anche la presidente del Gruppo di Helsinki di Mosca, Ludmila Alekseeva, era nella lista dei nominati.
Nel 2023 ha ricevuto il premio dal Gruppo di Helsinki di Mosca per il servizio alla difesa dei diritti dei prigionieri e di altri gruppi vulnerabili.

## Pressioni e minacce
Il 6 giugno 2011 Olga Sadovskaja ha ricevuto una notifica del blocco di tutte le sue carte di credito per prelievi di denaro sospetti. L'8 giugno è stata invitata presso la Procura del distretto di Nižnij Novgorod per un colloquio con il vice procuratore capo riguardo al Forum Civile UE-Russia, di cui era membro del Consiglio di Coordinamento. Lo stesso giorno, ignoti hanno staccato la targa della sua auto. Sadovskaja ha interpretato questi eventi come "abusi locali" in vista del vertice "UE-Russia", che si è aperto a Nižnij Novgorod il 9 giugno 2011. Parallelamente al vertice ufficiale, il Consiglio di Coordinamento del forum civile "UE-Russia" aveva pianificato una conferenza stampa alla quale Olga Sadovskaja avrebbe dovuto partecipare. L'evento era programmato per il 9 giugno presso l'ufficio dell'agenzia Rosbalt di Nižnij Novgorod, ma il giorno precedente l'agenzia ha rifiutato di ospitarlo. Il 21 giugno 2011, prima della partenza di Olga Sadovskaja per Strasburgo, tutti i cancelli vicino a casa sono stati vandalizzati con testi contenenti insulti e minacce a lei rivolti.
Il 28 aprile 2023, a Nižnij Novgorod, la polizia ha perquisito gli avvocati dell'organizzazione per i diritti umani "Comitato contro la tortura", inclusa la stessa Olga Sadovskaja. Le perquisizioni erano legate a un caso penale aperto contro un rappresentante del "Comitato contro la tortura”.